# オドン
オドン（タガログ語: odong）もしくはパンシット・オドン（pancit odong）とは、フィリピンのビサヤ人の間で食べられている麺料理。オドンと呼ばれる麺、缶詰のトマトソース漬けサーディン（ティナパ）の他、ヒョウタン（ウポ）、ヘチマの一種（パトラ）、ハヤトウリ、ショウガ、ニンニク、赤タマネギなど多様な野菜を材料とする。味付けには黒コショウ、ネギ類、フライドガーリック、カラマンシー、シリン・ラブヨ（トウガラシ）などが用いられる。缶詰の漬け汁や醤油（トヨ）をスープに用いた汁麺の形式が一般的だが、汁気が少ない作り方もあり、その場合オドン・ギサド（odong guisado、炒めオドン）と呼ばれる。
ミンダナオ島（特にダバオ地方）およびビサヤ諸島では手軽で安価な食事として普及している。米飯とともに食べるのがほとんどで、単独で提供されることはまれである。
オドンの麺は断面が丸く、小麦粉製で、食感や味は沖縄そばとよく似ている。長さ15-20 cmの棒状乾麺が市販されている。「オドン」の名は日本の「うどん」が由来だが、麺の製法は異なっており、汁料理としての形式にも似たところがない。オドンの発祥地であるミンダナオ島のダバオ地方には、20世紀の前半、日本人移民の大きなコミュニティが存在していた。過去には琉球系移民によってフィリピン国内でオドンの麺が生産されていたが、近年には特徴的な黄色い色の乾麺が中国から輸入されている。ほかの地域ではオドンの麺を入手することが難しいため、別種の麺（ミスア、ミキ（玉子麺）、うどん、ときに即席麺も）が代用される。